# Gierman Ugriumow
Gierman Aleksiejewicz Ugriumow (ros. Ге́рман Алексе́евич Угрю́мов, ur. 10 października 1948 w Astrachaniu, zm. 31 maja 2001 w Chankale w Czeczenii) – radziecki i rosyjski oficer marynarki i służb specjalnych, admirał, Bohater Federacji Rosyjskiej (2000).

## Życiorys
Do 1964 skończył 8 klas szkoły średniej w Astrachaniu, później techniczną szkołę zawodową, a 1972 Wyższą Szkołę Wojskowo-Morską (Wydział Chemiczny) im. Kirowa w Baku. Służył we Flotylli Kaspijskiej jako chemik dywizjonowy, od końca 1972 pomocnik dowódcy, a od 1973 dowódca okrętu pożarowego, 1972 mianowany porucznikiem, a 1974 starszym porucznikiem. Od 1975 w KGB, kursant Szkoły KGB nr 311 w Nowosybirsku, od 1976 pełnomocnik operacyjny Wydziału Specjalnego KGB Kaspijskiej Flotylli Wojskowej, 1977 awansowany na kapitana-porucznika, od 1979 szef Wydziału Specjalnego KGB Wyższej Kaspijskiej Szkoły Wojskowo-Morskiej im. Kirowa, od 1980 kapitan 3 rangi. W latach 1982–1985 zastępca szefa, a 1985-1991 szef Wydziału Specjalnego KGB Kaspijskiej Flotylli Wojennej, 1984 mianowany kapitanem 2 rangi, a 1989 kapitanem 1 rangi. Po rozpadzie ZSRR oficer MB i FSB – szef Wydziału Kontrwywiadu Wojskowego MB Kaspijskiej Flotylli Wojennej, od 1992 szef kontrwywiadu garnizonu wojskowo-morskiego w Noworosyjsku, od 1993 szef Wydziału Kontrwywiadu Wojskowego/Zarządu FSB Floty Pacyficznej, w 1993 awansowany na kontradmirała. Od 1998 zastępca szefa Departamentu 3 (Kontrwywiadu Wojskowego), od listopada 1999 I zastępca szefa, a od 2000 szef Departamentu 2 FSB Rosji, 2000 mianowany wiceadmirałem. Od 21 stycznia 2001 szef Regionalnego Sztabu Operacyjnego na Północnym Kaukazie, 30 maja 2001 awansowany na admirała, następnego dnia zmarł na atak serca.
W Astrachaniu jego imieniem nazwano ulicę i skwer, a 14 września 2006 odsłonięto jego pomnik. Jego imieniem nazwano również ulice w Noworosyjsku i Władywostoku.

## Odznaczenia
- Złota Gwiazda Bohatera Federacji Rosyjskiej (20 grudnia 2000)
- Order „Znak Honoru” (1989)
- Order Zasług Wojskowych
- Odznaka „Honorowy Funkcjonariusz Kontrwywiadu” (11 grudnia 1997)
- Odznaka „Za Służbę w Kontrwywiadzie” 2 klasy
- Odznaka „Za Służbę w Kontrwywiadzie” 3 klasy (4 grudnia 1996)
- Odznaka „70 Lat Czeki/KGB” (9 grudnia 1987)

I 10 medali.